# 莊任明
莊任明（英語：Chong Yam-ming），BBS，MH，是香港實業家，自由黨成員，經營27家蛋撻王分店，兼2006年區議會功能組別飲食界人士。莊入行50年多，曾跟香港糕點四大家之一的周礎師傅為師。1983年開設好運來飲食中心當工廠飯堂業，1993年創立蛋撻王控股有限公司，連鎖經營快餐茶餐廳餅店等生意。

## 產品
- 酥皮、餅皮、雙皮奶、榴槤及葡式蛋撻等
- 盒飯
- 生日蛋糕

## 外部參考
- 莊任明蛋撻王[永久]